# Грандилд (Оклахома)
Грандилд (енгл. Grandfield) град је у америчкој савезној држави Оклахома.

## Демографија
По попису из 2010. године број становника је 1.038, што је 72 (-6,5%) становника мање него 2000. године.
| Група             | 2000.       | 2010.       |
| Белци             | 727 (65,5%) | 632 (60,9%) |
| Афроамериканци    | 104 (9,4%)  | 90 (8,7%)   |
| Азијати           | 2 (0,2%)    | 1 (0,1%)    |
| Хиспаноамериканци | 210 (18,9%) | 243 (23,4%) |
| Укупно            | 1.110       | 1.038       |